# UnOpened
UnOpened è il primo singolo estratto dall'album Ecliptica del gruppo musicale finlandese Sonata Arctica, pubblicato dalla Spinefarm Records il 15 luglio 1999.

## Tracce
Testi e musiche di Tony Kakko.
1. UnOpened – 3:47
2. Mary-Lou – 4:30

## Formazione
- Tony Kakko - voce/tastiera
- Jani Liimatainen - chitarra
- Tommy Portimo - batteria
- Janne Kivilahti - basso

## Registrazione
- Registrato al Tico Tico Studio da Anti Kortelainen.
- Mixato da Mikko Karmila e masterizzato da Mika Jussila ai Finnvox Studios.
- Arrangiamenti per UnOpened dei Sonata Arctica.
- Arrangiamenti per Mary-Lou dei Sonata Arctica e Marko Paasikoski.

## Curiosità
- Le prime 200 copie circa del singolo sono state vendute con la prima traccia UnOpened rallentata a causa di un errato campionamento in fase di masterizzazione, prolungandone quindi la durata a 4:04.[2]